# (88961) Valpertile
(88961) Valpertile est un astéroïde de la ceinture principale.

## Description
(88961) Valpertile est un astéroïde de la ceinture principale. Il fut découvert le 14 octobre 2001 à Cima Ekar par le programme Asiago-DLR Asteroid Survey. Il présente une orbite caractérisée par un demi-grand axe de 2,70 UA, une excentricité de 0,10 et une inclinaison de 7,8° par rapport à l'écliptique.

## Compléments